# 満園庄太郎
満園 庄太郎（みつぞの しょうたろう、1970年6月17日 - ）は、ベーシスト。
愛知県犬山市出身。既婚。実兄は満園英二。

## 概要
高校時代にバンド歴を重ね、大正大学進学時に上京。文学部西洋哲学科卒、ギタリストの山本恭司とともに1990年WILD FLAGを結成し、デビュー。その後、BOWWOWへと発展したが、1997年にバンド活動休止。
その後、様々なバンドに所属し、ギター橋本じゅんと兄でドラマーの満園英二(黒夢のサポートドラム、後にSADSにメンバーとして加入)と共にEXCITE 3を結成。
B'zの稲葉浩志のソロ活動の「遠くまで」のバックバンドとしてテレビ出演後、1999年からB'zのレコーディングやLIVE-GYMのサポートメンバーとして3年ほど活動。
2001年、松尾成大、黒瀬蛙一と共にTHE SUN HEADSを結成。
2002年、松尾成大の脱退により、後任に及崎森平を迎え、flowerを結成。ミニ・アルバム1枚を発売後、バンド名を「flow-war」と改称し、シングル3枚とアルバム1枚をリリースするが、2004年に活動休止。
2005年、望月英莉加、大島こうすけと共に大満月を結成。

## レコーディング
- WILD FLAG
- BOW WOW ＃０ ＃１ LED BY THE SUN
- 浜田麻里「Stay Gold」
- B'z「ONE」『Brotherhood』『ELEVEN』『B'z The "Mixture"』「You pray, I stay」
- BREAKERZ『BREAKERZ』『CRASH & BUILD』『アオノミライ』
- 西城秀樹『西城秀樹ROCKトリビュート』FUMIHIKO KITSUTAKA'S"LOLA"として「傷だらけのローラ」
- 高梨康治「プリキュアシリーズサウンドトラック」等

## 出演
- 土曜スペシャル『ニューヨークの“秘湯”入浴旅』（2023年4月29日、テレビ東京） - ロケ一行が家族旅行中の満園に遭遇し、塩原新湯温泉の秘湯に一緒に入浴した[3]。